# Florian Blatter
Florian Blatter (* 12. Mai 1984) ist ein Schweizer Eishockeyspieler, der seit 2014 beim HC La Chaux-de-Fonds unter Vertrag steht.

## Karriere
Florian Blatter begann seine Karriere bei den Junioren des SC Rapperswil-Jona. Im Jahr 2000 wechselte er zu den Elite-A-Junioren des HC Davos und besuchte das Sportgymnasium in Davos. In der Eishockeysaison 2001/02 gab er sein Debüt in der Nationalliga A (NLA) für Davos. In der Saison 2002/03 absolvierte er zwar noch fünf Spiele für die Davoser Junioren, stand aber den grössten Teil der Saison im Kader des HC Thurgau in der Nationalliga B. Ausserdem spielte er elf Saisonspiele für den HC Davos in der NLA und schoss am 2. Februar 2003 sein erstes Tor gegen den HC Ambrì-Piotta.  Ausserdem gehörte er während der Playoffs dem NLA-Kader an. In der nachfolgenden Spielzeit gehörte er fest zum Profikader des HCD und wurde nur für ein Spiel an den EHC Chur ausgeliehen.
In den folgenden zwei Jahren entwickelte sich Blatter zu einem defensivstarken Verteidiger, der auch über einen guten Schlagschuss verfügt. 2006 gewann er mit dem HC Davos den Spengler Cup und in den Jahren 2005 und 2007 wurde er mit demselben Verein Schweizer Meister. Zur Saison 2008/09 wechselte er zu seinem Stammverein Rapperswil-Jona Lakers zurück, welchen er nach der Saison 2010/2011 aber in Richtung HC Lugano verliess, wo er einen Zweijahresvertrag unterzeichnet hat. Im November 2012 musste sich Blatter an der Hüfte operieren lassen, weshalb er den Rest der Saison 2012/13 verpasste.

### International
Sein erstes Spiel für die Schweiz absolvierte Florian Blatter an der U18-Weltmeisterschaft 2002. Zwei Jahre später gehörte an der U20-Weltmeisterschaft 2004 zum Kader der Schweizer U20-Nationalmannschaft.
Im November 2007 wurde er erstmals in die Schweizer Eishockeynationalmannschaft berufen (Teilnahme am Deutschland Cup 2007) und erzielte das 1:0 im Finale gegen Team Canada.

## Erfolge und Auszeichnungen
- 2005 Schweizer Meister mit dem HC Davos
- 2006 Spengler-Cup-Gewinn mit dem HC Davos
- 2007 Schweizer Meister mit dem HC Davos
- 2009 Schweizer Meister mit dem HC Davos

## Karrierestatistik

### International
Vertrat die Schweiz bei:
- U18-Junioren-Weltmeisterschaft 2002

(Legende zur Spielerstatistik: Sp oder GP = absolvierte Spiele; T oder G = erzielte Tore; V oder A = erzielte Assists; Pkt oder Pts = erzielte Scorerpunkte; SM oder PIM = erhaltene Strafminuten; +/− = Plus/Minus-Bilanz; PP = erzielte Überzahltore; SH = erzielte Unterzahltore; GW = erzielte Siegtore; 1 Play-downs/Relegation; Kursiv: Statistik nicht vollständig); 1 Play-downs/Relegation